# Ignimbrite campana
L'eruzione dell'ignimbrite campana è la maggiore eruzione vulcanica nel continente europeo degli ultimi 200000 anni.
L'età radiometrica stimata è di 39395±51 anni fa, determinata con la datazione argon-argon, durante il Pleistocene superiore.
L'area interessata dalla ignimbrite campana è rappresentata dalla pianura campana, una regione estesa per circa 80 per 30 km, confinata dal monte Massico a nord, dalla catena appenninica ad est, il mare Tirreno ad ovest e a sud dal golfo di Napoli, ha subito un'estesa subsidenza durante tutto il Quaternario.
Quest'area (denominata Campanian Volcanic Zone, zona vulcanica campana, CVZ) è stata interessata da un'intensa attività vulcanica negli ultimi 600000 anni, con tre fasi eruttive trachitiche negli ultimi 300000 anni (289–246 ka, 157 ka ed 106 ka) intersecate da ingressioni marine dovute a episodi di subsidenza e sollevamento dovuti al vulcanismo e all'azione delle forze tettoniche.
L'eruzione dell'ignimbrite campana, definita IC, è quella con il volume effuso più grande avvenuta all'interno della CVZ, 320 km³ DRE (dense-rock equivalent, volume equivalente di roccia avente densità convenzionale di 2607±31 kg/m³ ).
Una localizzazione dell'eruzione proposta da diversi studi è centrata nei Campi Flegrei, seguita dal collasso della caldera.
Un'altra interpretazione considera una eruzione fissurale lungo il sistema di faglie ortogonali che determinarono i graben adiacenti della depressione di Acerra (a nord del Vesuvio) e del golfo di Napoli.
I depositi dell'ignimbrite campana coprono un'area di 30000 km² con oltre 300 km³ in DRE composti da magma da trachitico a fonolitico-trachitico.
L'Indice di esplosività vulcanica è stimato a 7, ultra-pliniana.

## L'eruzione
Nell'area intermedia e distale dall'epicentro presunto dell'eruzione, cioè nella piana campana e nelle aree limitrofe la sequenza deposizionale dell'ignimbrite campana è formata da depositi basali di fallout pliniano (Pomici Basali), contenenti pomici vesciculate, che vengono sovrapposte dalle unità di depositi piroclastici.
Queste rappresentano le due fasi dell'eruzione della IC che iniziò con una nube colonnare ultra pliniana seguite da correnti piroclastiche variabili, che, espandendosi radialmente dalla colonna pliniana, furono in grado di sormontare rilievi di oltre 1.500 m slm e depositare colate piroclastiche fino ad 80 km di distanza dalla fonte eruttiva.
L'eruzione era sostenuta da una camera di magma trachitico formata da due tipi di magma, separati da un gap composizionale, lo strato superiore più evoluto ed omogeneo e quello inferiore meno evoluto e zonato.
Durante la fase principale dell'eruzione i due strati vennero espulsi dalla camera magmatica sia separatamente che insieme, generando depositi chimicamente differenti. Le unità ignimbritiche sono formate da tufi grigiastri parzialmente fusi (Tufo Grigio) o da tufi giallastri litificati in zeoliti (Tufo Giallo).
Nell'area prossimale l'IC comprende delle ignimbriti notevolmente saldate (Piperno) e depositi di breccia litificata (Breccia litificata).
In tutta la vasta area coperta dal fallout dell'eruzione l'ignimbrite campana è un marker stratigrafico importante e ben individuabile grazie agli studi che, al di là delle incertezze sul tipo di evento, hanno ben definito la dimensione e l'estensione del fenomeno. l'ignimbrite campana è stata una delle maggiori eruzioni esplosive del tardo Quaternario e i suoi prodotti sono i più estesi nell'area mediterranea degli ultimi 200.000 anni. Nei sedimenti marini l'ignimbrite campana è rappresentata da uno strato estremamente diffuso di depositi tefritici, definiti nella stratigrafia marina del mediterraneo occidentale come "Y5" e  "C-13"  nel Tirreno e nell'Adriatico.
Considerando le varie fasi dell'eruzione, combinando i volumi dell'ignimbrite e dei depositi di ceneri distali, si stima un volume di circa 310 km3 DRE.

### L'eruzione fissurale
L'ignimbrite campana eruttò attraverso un sistema di faglie preesistente, orientate NE–SW, NW–SE ed E–W, che si era formata durante l'orgenesi appenninica, localizzata in corrispondenza dell'attuale depressione di Acerra (una vasta depressione, un graben, della piattaforma carbonatica, rilevabile con la modellazione delle velocità di propagazione delle onde sismiche), a nord del Vesuvio e del graben del golfo di Napoli, dove le perforazioni hanno rilevato lo spessore massimo dei depositi dell'ignimbrite campana.
Il sistema di faglie comprende quelle orientate NE–SW trascorrenti, dovute al differente rateo di apertura del bacino del Tirreno, da nord a sud, e quelle E–W dovute alla subsidenza del bacino stesso. Il sistema di faglie ortogonali ha consentito la risalita di basalto fuso e la genesi del fuso trachitico alla base del graben.

### L'eruzione della caldera
Altri lavori indicano come la struttura della caldera sia un elemento ricorrente del vulcanismo nell'area, sia per l''ignimbrite campana (37 ka) sia per l'eruzione del tufo giallo (12 ka). Individuando due caldere, una all'interno dell'altra, come sorgenti degli ultimi due grandi eventi eruttivi.
La caldera che ha dato origine all'IC si estende dai Campi Flegrei, l'area urbana di Napoli, la baia di Pozzuoli e la parte nord-occidentale del golfo di Napoli.
Tra 18Ka e 14 Ka fa, l'abbassamento Würmiano del livello del mare ha portato al seppellimento delle parti sommerse della caldera ed all'intensa erosione dei bordi rimasti al di sopra del livello del mare.

## La stratigrafia
Nell'area si sovrappongono due fondamentali eventi, l'ignimbrite campana datata 39 Ka e l'eruzione del tufo giallo napoletano (TGN) di 12 Ka fa.
L’eruzione dell'ignimbrite campana è stata preceduta da 11 eruzioni esplosive e 5 effusive, che, tuttavia, sono state notevolmente inferiori all'ignimbrite campana per intensità. Precursori notevoli sono il duomo lavico di Cuma (37.000 anni fa),, i tufi della Formazione Tufi di Torre Franco (42.000 anni fa), il duomo lavico di Punta Marmolite (47.000 anni fa) e il duomo lavico di San Martino (77.000 anni fa).
I prodotti dell'ignimbrite campana formano due unità stratigrafiche, quella inferiore, costituita da Tufo Grigio Campano (un tufo che mostra livelli di saldatura variabili) ed una superiore, comunemente gialla e localmente rosa-rossastro. Le due unità sono separate da un livello di erosione e non mostrano la stessa sequenza di raffreddamento, ma le loro età sono analiticamente indistinguibili, portando all'interpretazione di due eventi ignimbritici distinti ma avvenuti in rapida successione.

## Impatto sul clima
L'immissione nella stratosfera di una nuvola composta da un aerosol di vapori e ceneri piroclastiche della dimensione stimata (fino a 2500 km verso Nord-Est dalla fonte) per l'ignimbrite campana dovrebbe aver abbassato, per almeno un anno, la temperatura globale di ~1–2 °C, 2–4 °C in Europa occidentale e fino a ~6–9 °C in Europa orientale ed Asia settentrionale.
Il principale componente della nube climalterante era l'anidride solforosa, stimata in (336-356)×1013 g (3.560 milioni di tonnellate), una stima nettamente maggiore dell'eruzione del Pinatubo.

## Localizzazioni
L'area archeologica di Kostënki–Borščëvo è un rilevante complesso archeologico, che si trova vicino al villaggio russo di Kostënki, situato sulla sponda occidentale del fiume Don, che ha dato alla luce un'elevata concentrazione di reperti relativi a culture di esseri umani moderni (Homo Sapiens), dall'inizio dell'epoca del paleolitico superiore. La sequenza stratigrafica di Kostënki–14 ha dato evidenza della presenza di due marcatori stratigrafici esterni: uno strato di cenere vulcanica, attribuito all'eruzione dell'imbrignite campana, e l'escursione paleomagnetica di Laschamp.